# Skukovo
Skukovo (cyr. Скуково) – wieś w Serbii, w okręgu raskim, w mieście Novi Pazar. W 2011 roku liczyła 17 mieszkańców.